# Pedro Álvarez Osorio
Pedro Álvarez Osorio, morreu em 19 de fevereiro de 1483, foi um dos mais importantes nobres do reino da Galiza durante o século XV. Filho de Alvar Pérez Osorio, contraiu matrimônio com Beatriz Henríquez de Castro. O título de conde de Lemos adquiriu caráter hereditário por carta real de Henrique IV de Castela, em Sevilha em 26 de junho de 1456 e dirigida à Casa de Lemos.

## Descendência
Do matrimônio com Beatriz Henríquez de Castro nasceram:
- Xoán Alvarez Osorio, que morreu novo.
- Aldonza Osorio.
- María Osorio.
- Alvar Pérez de Osorio.
- Pedro de Osorio, que segue a linha sucessória.
- Diego Osorio.
- Francisca de Osorio.
- Luis Osorio (morto em 1496), vigário-geral de Santiago.